# Fábio Pinto
Fábio Pinto (Itajaí, Isla Santa Catarina, Brasil, 9 de octubre de 1980)es un exfutbolista futbolista brasileño. Jugaba de delantero y su primer equipo fue el SC Internacional. Llegó a la liga española en 1998 siendo considerado como uno de los delanteros brasileños más prometedores, sin embargo nunca llegaría a cumplir las expectativas generadas. En España estuvo dos años, en los que no lograría hacerse con un hueco definitivo en el once titular en el Real Oviedo.
Tras un breve paso de nuevo por su antiguo club, el SC Internacional, Fábio decidió probar fortuna de nuevo en una liga de la UEFA, esta vez en el Galatasaray Spor Kulübü, donde tampoco lograría adaptarse. En el año 2004 regresó de nuevo a la liga brasileña, firmando por el equipo rival al Internacional, el Grêmio Foot-Ball Porto Alegrense.
Sin embargo, tampoco allí logró reencontrarse con su antiguo fútbol, cambiando de equipo prácticamente cada año. Fábio Pinto es uno de los ejemplos más claros de jóvenes futbolistas sobre los que se genera una gran presión para triunfar, y que no llegan a ese nivel que se les exige.

## Participaciones en Copas del Mundo
| Mundial                               | Sede   | Resultado |
| ------------------------------------- | ------ | --------- |
| Copa Mundial de Fútbol Sub-17 de 1997 | Egipto | Campeón   |

## Clubes
| Club                             | País               | Año       |
| -------------------------------- | ------------------ | --------- |
| SC Internacional                 | Bandera de Brasil  | 1996-1998 |
| Real Oviedo                      | Bandera de España  | 1998-2000 |
| SC Internacional                 | Bandera de Brasil  | 2000-2001 |
| Galatasaray Spor Kulübü          | Bandera de Turquía | 2002-2003 |
| Grêmio Foot-Ball Porto Alegrense | Bandera de Brasil  | 2004      |
| AD São Caetano                   | Bandera de Brasil  | 2005      |
| Coritiba Foot Ball Club          | Bandera de Brasil  | 2006      |
| Cruzeiro EC                      | Bandera de Brasil  | 2006      |

- Datos: Q3091359